# Jean-Chrysostome Brauneis junior
Jean-Chrysostome Brauneis (auch John-Chrysostome Brauneis, * 26. Januar 1814 in Québec; † 11. August 1871 in Montreal) war ein kanadischer Komponist, Organist und Musikpädagoge.

## Leben und Wirken
Brauneis wurde von seinem Vater, dem Komponisten und Kapellmeister Jean-Chrysostome Brauneis ausgebildet und studierte von 1830 bis 1833 in Europa. Er war von 1833 bis 1844 Organist an der Kirche Notre-Dame und bis 1857 in der Kathedrale Saint-Jacques in Montreal. Daneben unterrichtete er dreißig Jahre lang Musik am Institut des Soeurs de la Congrégation Notre-Dame.
1837 gründete er die Société de Musique; seit 1842 bot er Kurse in Klavier, Gitarre, Harfe, Violine, Gesang und Musiktheorie an. Daneben wirkte er als Leiter eines Blasorchesters, als Klavierstimmer und Importeur von Musikinstrumenten.
1835 wurde eine seiner Messen uraufgeführt. Weiter komponierte er Märsche, Polkas und Walzer, darunter die Royal Welcome Waltzes, die 1869 anlässlich eines Besuches von Arthur, Duke of Connaught and Strathearn, in Kanada entstanden. Diese wurden in einer Orchesterfassung von Charles Cozens 1987 von der Symphony Nova Scotia aufgenommen.

## Werke
- Messe, 1835
- Marche de la St. Jean Baptiste, 1848
- The Montreal Bazaar Polka, um 1848
- The Monklands Polka, 1849
- The Royal Welcome Waltzes, 1869